# Koče (gmina Postojna)
Koče – wieś w Słowenii, w gminie Postojna. W 2018 roku liczyła 278 mieszkańców.